# Prix littéraires des enseignant·e·s de français
Les Prix littéraires des enseignant·e·s de français, anciennement connus sous le nom Prix littéraires des enseignants AQPF-ANEL, sont des prix littéraires québécois annuels.

## Origine et description
Créé conjointement par l’Association québécoise des professeurs de français (AQPF) et l’Association nationale des éditeurs de livres (ANEL) en 2008, les prix visent à stimuler l’intérêt des enseignants et des enseignantes pour les œuvres littéraires publiées au Québec et au Canada français et, par le fait même, à les faire connaître et apprécier par leurs élèves. Ils ont été créés également pour remplir la mission recommandée par l'AQPF au regard de la réforme des programmes, soit que 50 % des œuvres lues au primaire et au secondaire par les élèves québécois soient des œuvres publiées au Québec. 
Les prix comportent cinq catégories : 
- Album 5-12 ans
- Roman 9-12 ans
- Roman 13 ans et plus
- Nouvelles
- Poésie

## Historique
À la création en 2008, les prix comprenaient quatre catégories, soit littérature jeunesse, poésie, nouvelle littéraire et roman.
En 2010, les catégories littérature jeunesse et romans ont été restructurées et deux nouvelles catégories les ont remplacées, soit Romans 9-14 ans et Romans 15 ans et plus.
En 2011, les catégories Romans 9-12 ans et Romans 13 ans et plus ont remplacé les deux catégories créées en 2010.
En 2014, la catégorie Album 5-8 ans s'est ajoutée comme une nouvelle catégorie du prix et a été transformée en 5-12 ans par la suite.
Le prix a été annulé en 2020 à cause de la pandémie et a repris en 2021.

## Lauréats

### Littérature jeunesse
2008 - Marjolaine Bouchard, Le jeu de la mouche et du hasard (Éditions Hurtubise HMH)
2009 - Cécile Gagnon, Le goût des couleurs (Éditions Pierre Tisseyre)

### Poésie
2008 - Yves Alavo, Bleu de lune et soleil d'or (Christian Feuillette, éditeur)
2009 - André Roy, Les espions de Dieu (Les herbes rouges)
2010 - Élise Turcotte, Rose derrière le rideau de la folie, (illustrations de Daniel Sylvestre, publié par la courte échelle)
2010 - José Acquelin, Dans l’œil de la luciole, (illustrations de Guillaume Massicotte publié par Éditions d’art Le Sabord)
2011 - Noëlle Guilloton (estampes d’Avel), Arrêts sur images (Les Heures bleues)
2012 - Philippe Drouin, Les bras de Bernstein (Éditions Les Herbes rouges)
2013 - Pierre Labrie, Nous sommes ce continent (Soulières Éditeur)
2014 - Célyne Fortin, Wabakin ou Quatre fenêtres sur la neige (Éditions Heures bleues)
2015 - Pierre Labrie, Un gouffre sous mon lit (Soulières Éditeur)
2016 - Simon Boulerice, Les garçons courent plus vite (la courte échelle)
2017 - Catherine Buquet, illustrations de Marion Arbona, Sous le parapluie (Les 400 coups)
2018 - Catherine Côté, Outardes (les éditions du passage)
2019 - Joséphine Bacon, Uiesh Quelque part (Mémoire d’encrier)
2021 - Véronique Grenier, Colle-moi (éditions de la courte échelle)
2022 - Joséphine Bacon et Laure Morali, Illustrations de Lydia Mestokosho-Paradis, Nin Auass, Moi l'enfant (Mémoire d’encrier)
2023 - Maya Cousineau Mollen, Enfants du lichen (Éditions Hannenorak)
2024 - Marie-Andrée Arsenault, Le piège de soie, (Héritage jeunesse)

### Nouvelles
2008 -  Michel Lefebvre, On va gagner ! (Les herbes rouges)
2009 - Jean- Pierre April, Mon père a tué la Terre (XYZ éditeur)
2010 - Jocelyn Boisvert, Des nouvelles tombées du ciel (Soulières Éditeur)
2011 - Esther Croft, Les rendez-vous manqués (Lévesque éditeur)
2012 - Camille Deslauriers, Eaux troubles (Éditions de L’Instant même)
2013 - France Boisvert, Un vernis de culture (La Grenouillère)
2014 - Lucie Lachapelle, Histoires nordiques (Éditions XYZ)
2015 - Elsa Pépin, Quand j’étais l’Amérique (Les Éditions XYZ)
2016 - Joanie Lemieux, Les trains sous l’eau prennent-ils encore des passagers? (Lévesque éditeur)
2017 - Marie-Claude Lapalme, Le bleu des rives (Hamac)
2018 - Hélène Koscielniak, On n’sait jamais à quoi s’attendre (Les Éditions L’Interligne)
2019 - Caroline Thérien, Ce que l’avenir ne dira pas (Lévesque éditeur)
2021 - Lisanne Rheault-Leblanc, Présages (Del Busso éditeur)
2022 - Collectif sous la direction d’Émilie Guilbeault-Cayer et de Richard Migneault, De racines et de mots - Persistance des langues en Amérique du Nord (Septentrion)
2023 - Samuel Champagne, #sans tabou – Coming in (Éditions de Mortagne)
2024 - Mélissa Anctil, Plus de peur que de mal (Soulières éditeur)

### Roman
2008 - Francine Ouellette, Fleur de lys (Éditions Libre Expression)
2009 - Sylvain Meunier, L’homme qui détestait le golf (la courte échelle)

### Romans 9 à 14 ans
2010 - Pierre Roy, La grosse tomate qui louche (Éditions Pierre Tisseyre)

### Romans 15 ans et plus
2010 -  Katia Canciani, 178 secondes (Éditions David)

### Romans 9 à 12 ans
2011 - François Barcelo (illustrations d’Anne Villeneuve), Le menteur et la rouspéteuse (Soulières éditeur)
2012 - Sylvie Desrosiers, illustrations de Louise-Catherine Bergeron, Mes parents sont gentils mais tellement séparés (Éditions FouLire)
2013 - Dominique Demers, illustrations de Sophie Lussier, Le secret des dragons (Dominique et compagnie)
2014 - Claudie Stanké, Comme un coup de tonnerre (Éditions La Bagnole)
2015 - Camille Bouchard, La gentillesse des monstres (Éditions La Bagnole)
2016 - Jacques Goldstyn, Le dragon vert (Bayard Canada)
2017 - Carine Paquin et Freg, Léo P. détective privé - La disparition (Les Éditions Petit Homme)
2018 -  Pierre Labrie, illustrations de Jean Morin, La poésie, c'est juste trop beurk! (Soulières éditeur)
2019 - Stéphanie Lapointe, Fanny Cloutier ou l’année où j’ai failli rater mon adolescence (Les Malins)
2021 - François Barcelo, illustrations de Jean Morin, Napoléon Ratté, président malgré lui (Soulières éditeur)
2022 - Isabelle Picard, Nish – 1- Le Nord et le Sud (Éditions Les Malins)
2023 - Laurence Côté, Marée Lahoule – Sur les traces du campeur disparu (Pratico édition)
2024 - Éric Péladeau, Le club des échasses (Soulières éditeur)

### Romans 13 ans et plus
2011 - Isabelle, Angèle Delaunois, Chroniques d’une sorcière, tome 1 (Éditions Michel Quintin)
2012 - Matthieu Legault, Leonardo, tome 1 : L’atelier du grand Verrocchio (Éditeurs réunis)
2013 - Nadine Poirier, Adios (Éditions de Mortagne)
2014 - Larry Tremblay, L’Orangeraie (Éditions Alto)
2015 - Samuel Champagne, Garçon manqué (Éditions de Mortagne)
2016 - Guillaume Morrissette, L’affaire Mélodie Cormier (Guy Saint-Jean éditeur)
2017 - Annie Bacon, Chroniques post-apocalyptiques d’une enfant sage (Bayard Canada)
2018 - Sylvie Brien, 16 ans et patriote (Bayard Canada)
2019 - Caroline Auger, Les sacrifiées de Lomé (Bayard Canada)
2021 - Josée De Angelis, Chimie 501 (collection Éditions du Parc en face, Éditions les Malins)
2022 - Marie-Ève Bourassa, Parasites, tome 1 : La Guêpe (La Bagnole)
2023 - Julie Champagne, Cancer ascendant Autruche (la courte échelle)
2024 - Mc Knoell Alexis, La couleur de ma différence (Héritage jeunesse)

### Album 5 à 8 ans
2014 - Marylène Monette, illustrations de Marion Arbona, Les combats de Ti-Cœur (Éditions Fonfon)
2015 - Jacques Goldstyn, L’Arbragan (Éditions de la Pastèque)
2016 - Christine Baldacchino, illustrations d’Isabelle Malenfant, Boris Brindamour et la robe orange (Bayard Canada)
2017 - Dominique Demers, illustrations de Geneviève Després, C’est l’histoire d’un ours (Dominique et compagnie)
2018 - Gabriella Gendreau, illustrations de Nahid Kazemi, Les mots d’Eunice (Éditions de l’Isatis)
2019 - Texte et illustrations Marie-Louise Gay, Mustafa (Dominique et compagnie)
2021 - Karine Gottot, illustrations de Mathieu Lampron, Pause Philo, tome 1 : Les Oizofilos (Bayard Canada)
2022 - Jeanne Painchaud, illustrations de Chloloula, Mon été haïku (Éditions Druide)
2023 - Louis Émond et Robert Soulières, illustrations de Caroline Merola, Le roi Badeloque 13 (Soulières éditeur)
2024 - Émilie Demers, illustrations de Catherine Petit, Le pêcheur à l’aimant (Éditions Alaska)